# Alberico da Romano
Alberico da Romano connu comme Alberico II (San Zenone degli Ezzelini, 1196 - San Zenone degli Ezzelini, 26 août 1260) est un condottiere et un troubadour italien.

## Biographie
Alberico da Romano appartient à la famille des Ezzelini, fils de Ezzelino II il Monaco et de Adelaide Alberti di Mangona, frère de Ezzelino III da Romano et Cunizza da Romano.
Il fit deux mariages :
- premier mariage : Béatrice, une noble dame de Vicence, avec qui il eut une fille et cinq fils :
  - Adelaïde, mariée en 1235 à Rinaldo I d'Este et décédée en même temps que son mari en 1251
  - Ezzelino, mort en guerre en 1243,
  - Alberico,
  - Romano,
  - Ugolino
  - Giovanni.
- deuxième mariage : Margherita d’où naquirent trois filles :
  - Griselda,
  - Tornalisce
  - Amabilia.

## Condottiere
Politiquement allié de Ezzelino III da Romano, seigneur de la Marche Trévisane et vicaire impérial de la Lombardie sous Federico II du Saint-Empire, fut podestat de Vicence en 1227.

En 1239, il se sépara temporairement du parti impérial en s’alliant avec Biaquino II da Camino (en) du côté Guelfe. Il réussit à conquérir Trévise dont il devint podestat de 1240 à 1257.

Excommunié par le pape Alexandre IV, à la mort de son frère Ezzelino III da Romano, tombé à la bataille de Cassano d'Adda en 1259, Alberico fut chassé de la cité et s’enferma dans le château de San Zenone, actuel San Zenone degli Ezzelini avec sa famille.
le 25 août 1260, les troupes papales de Venise, Trente, Padoue et Vicence mirent le siège, et Alberico dans l’impossibilité de se défendre, se rendit en espérant la grâce pour lui et sa famille qui fut néanmoins massacrée devant ses yeux. Alberico, après avoir assisté au carnage, fut torturé, lié derrière un cheval et traîné dans les rues de Trévise jusqu’à la mort.
Le chroniqueur Salimbene de Adam, qui narra le fait, conclut ainsi « Vidi ista oculis meis » (« ce que j’ai vu de mes yeux »).

## Sources
- (it) Cet article est partiellement ou en totalité issu de l’article de Wikipédia en italien intitulé « Alberico da Romano » (voir la liste des auteurs) le 17/10/2012.